# Isle Royale
Isle Royale é uma ilha no Lago Superior, pertencente ao estado de Michigan, Estados Unidos da América. É a terceira maior ilha em área nos Lower 48 (só ultrapassada por Long Island e Ilha Padre) e a 32.ª dos Estados Unidos. É um parque nacional (o Parque Nacional de Isle Royale) e não é habitada em permanência, mas dispõe de estruturas de apoio para visitantes. Administrativamente está incluída no Condado de Keweenaw.

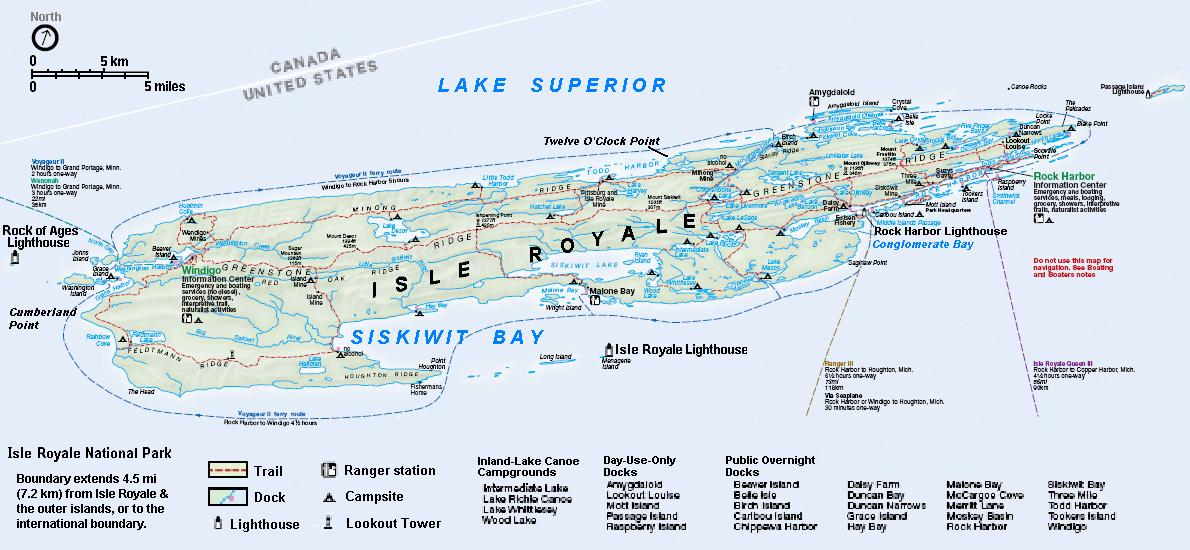
Mapa da Isle Royale

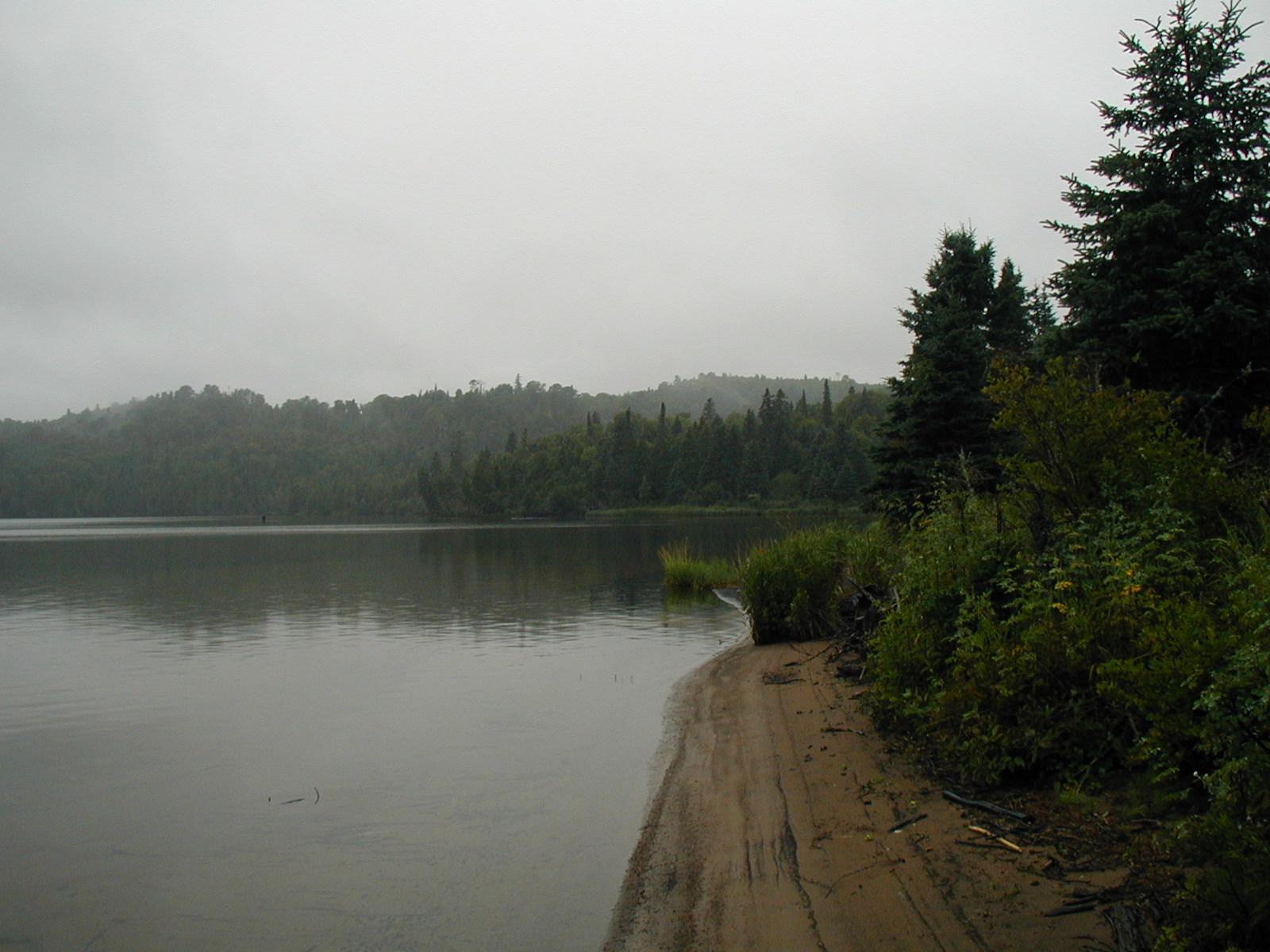
Paisagem da Isle Royale

1. ↑  «Islands of The World». World Atlas. Consultado em 22 de fevereiro de 2019